# Stephanie Szostak

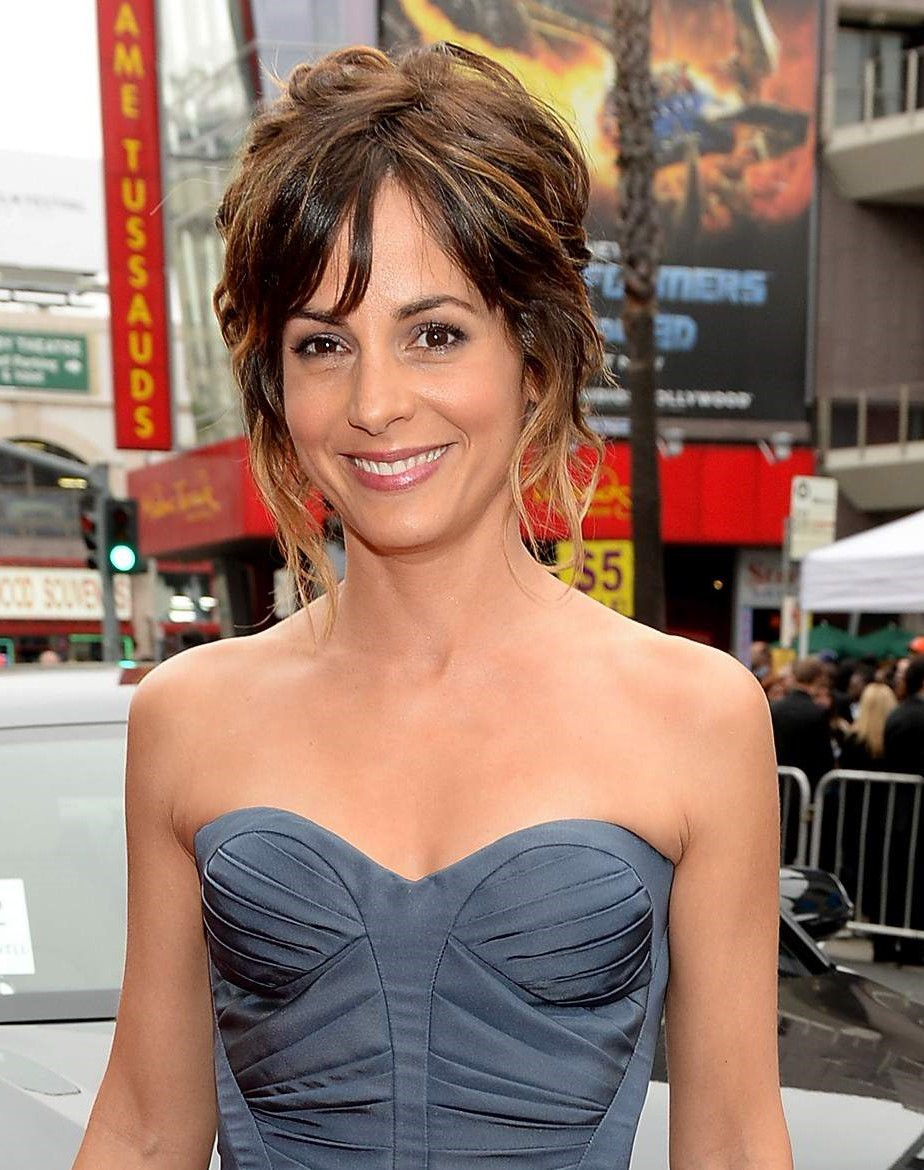
Stephanie Szostak (2014)

Stephanie Szostak (* 12. Juni 1975 in Paris) ist eine französische Schauspielerin.

## Leben und Karriere
Stephanie Szostak verließ Paris und zog nach Williamsburg (Virginia), um Marketing am College of William & Mary zu studieren. Sie schloss mit einem Bachelor of Business Administration ab. Danach zog sie nach New York, um bei Chanel zu arbeiten.
Szostak gab ihr Schauspieldebüt in Si' Laraby im Jahr 2003. In Der Teufel trägt Prada (2006) erhielt sie eine kleine Rolle als Jacqueline Follet und stand dabei neben Meryl Streep, Anne Hathaway und Emily Blunt vor der Kamera. 2007 spielte sie in einer Folge der Mafia-Serie Die Sopranos mit. 2009 folgten weitere Nebenrollen in Finde mich in New York!, Ein gutes Herz, Lieber verliebt und New York Mom. Neben Steve Carell, Paul Rudd und Zach Galifianakis sah man Stephanie Szostak in Jay Roachs Screwball-Komödie Dinner für Spinner (2010) ebenfalls in einer Nebenrolle. In dieser zweiten Verfilmung von Francis Vebers Bühnenkomödie Le Dîner de Cons verkörperte sie die Freundin der von Paul Rudd gespielten Figur. Im Jahre 2011 spielte Szostak die Ehefrau von Matt Damon im Filmdrama Wir kaufen einen Zoo. Danach stand sie für Iron Man 3 vor der Kamera, der am 1. Mai 2013 in die deutschen Kinos kam. Des Weiteren spielte sie in der 3D-Science-Fiction-Filmkomödie R.I.P.D. und Gimme Shelter mit, die im Jahr 2013 veröffentlicht wurden.

## Filmografie (Auswahl)
- 2003: Si' Laraby
- 2004: Zimove vesilya (Kurzfilm)
- 2005: Satellite
- 2006: Cosa Bella (Kurzfilm)
- 2006: Der Teufel trägt Prada (The Devil Wears Prada)
- 2007: Die Sopranos (The Sopranos, Fernsehserie, Folge 6x13 Soprano Home Movies)
- 2008: The Sexes (Kurzfilm)
- 2008: Letting Go
- 2008: Life in Flight
- 2008: Eavesdrop
- 2009: Four Single Fathers
- 2009: Criminal Intent – Verbrechen im Visier (Law & Order: Criminal Intent, Fernsehserie, zwei Folgen)
- 2009: Finde mich in New York! (Une aventure New-Yorkaise, Fernsehfilm)
- 2009: Ein gutes Herz (The Good Heart)
- 2009: Lieber verliebt (The Rebound)
- 2009: New York Mom (Motherhood)
- 2009: How to Seduce Difficult Women
- 2010: Life in Flight
- 2010: Dinner für Spinner (Dinner for Schmucks)
- 2011: Wir kaufen einen Zoo (We Bought a Zoo)
- 2013: Iron Man 3
- 2013: R.I.P.D.
- 2013: Gimme Shelter
- 2014–2015: Satisfaction (Fernsehserie, 20 Folgen)
- 2014: Das Date Gewitter (Hit by Lightning)
- 2015: Matters of the Heart
- 2016: Half the Perfect World
- 2016: The Blacklist (Fernsehserie, Folge 3x13 Alistair Pitt (No. 103))
- 2017–2018: Girlfriends’ Guide to Divorce (Fernsehserie, drei Folgen)
- 2018: Bull (Fernsehserie, Folge 2x12 Grey Areas)
- 2018: Younger (Fernsehserie, Folge 5x08 The Bubble)
- 2018–2023: A Million Little Things (Fernsehserie, 60 Folgen)
- 2022: The Calling (Fernsehserie, 4 Folgen)